# Иляна Косынзяна

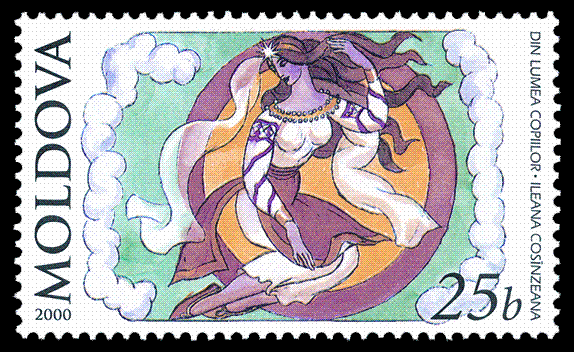
Иляна Косынзяна на молдавской почтовой марке

Иля́на Косынзя́на (рум. Ileana Cosânzeana) — персонаж румынской и молдавской мифологии. 
Согласно легенде она была прекрасной принцессой, похищенной Змеем (рум. Zmeu) и запертой в башне. Иляну спас Фэт-Фрумос, преодолевший множество препятствий по пути и победивший Змея. После этого они жили счастливо до глубокой старости.
Иляна представлена в фольклоре как идеал женской красоты. Её взгляд сравнивается с солнцем, тело с морем, одежды её сделаны из цветов.
У Иляны Косынзяны есть старший брат Веря-Витязул (в переводе А. Столовой - Веря-Богатырь). Как персонаж он появляется в румынской сказке "Киперь-Витязул, Веря-Витязул и Муча-бессмертный" и в молдавской "Фэт-Фрумос и Веря-Богатырь".
Имя Косынзяна произошло от Sânziana, где Sân — от латинского sancta, а Ziana (Zâna) — дакийское название римской богини луны Дианы. Таким образом, Косынзяна — это святая Диана (Diana sancta), вытесненная из мифологии и религиозных культов гето-даков в сказки.